# Dat Stick
Singles de Rich Chigga
Who That Be
(2016)
Dat Stick (stylisé Dat $tick) est le premier single du rappeur indonésien Rich Chigga. Il est sorti le 11 mars 2016. Le morceau a été produit par Ananta Vinnie.

## Contexte
Rich Chigga a sorti la chanson le 11 mars 2016 via l'iTunes Store, Apple Music, Spotify et SoundCloud,.

## Vidéoclip et remix
Le clip de Dat $tick a été mis en ligne sur la chaîne YouTube de Rich Chigga le 22 février 2016, et est vite devenu viral sur Internet. Des rappeurs tels que Desiigner, Cam'ron, Ghostface Killah, 21 Savage, MadeinTYO et d'autres encore ont réagi à la vidéo.
Le 12 octobre 2016, Chigga sort la version remixée officielle dans laquelle figure les rappeurs américains Ghostface Killa et Pouya.

## Classements
| Classement (2016)                                 | Meilleure position |
| ------------------------------------------------- | ------------------ |
| US Bubbling Under R&B/Hip-Hop Singles (Billboard) | 4                  |

## Certifications
| Région            | Certification | Nombre d'unités/Ventes certifiées |
| ----------------- | ------------- | --------------------------------- |
| États-Unis (RIAA) | Or            | 500 000                           |

- Depuis le 9 mai 2013, les certifications RIAA pour les singles digitaux incluent l'audio à la demande et les vidéoclips en streaming, en plus des téléchargements légaux[8].